# 月足天音
月足 天音（つきあし あまね、1999年〈平成11年〉10月26日 - ）は、日本のアイドル、タレント。女性アイドルグループFRUITS ZIPPERのメンバー。HKT48の元メンバー。
福岡県柳川市出身。アソビシステム所属。

## 略歴

### HKT48として
2013年2月、キャナルシティ博多で行われたSUPER☆GiRLSのイベントを観てアイドルを夢見るようになる。それから3年後の2016年6月、HKT48第4期生オーディションを受けて合格。同年7月12日、福岡サンパレスで行われた『HKT48夏のホールツアー2016〜HKTがAKB48グループを離脱? 国民投票コンサート〜』に於いて初お披露目し、「会いたかった」「君のことが好きやけん」を歌った。
2017年2月15日発売の9thシングル「バグっていいじゃん」で同期メンバーの小田彩加、武田智加、地頭江音々と共にシングル表題曲に初選抜となる。同年11月26日、西鉄ホールで行われた『HKT48 6フェス〜LOVE&PEACE! ROCK周年だよ、人生は…〜』に於いて、研究生からチームTIIメンバーに昇格することが発表された。
2019年9月28日に幕張メッセで行われた『GirlsAward2019A/W』では、チームTIIの同僚の栗原紗英と共にランウェイを歩いた。
2020年2月12日、スカラエスパシオで行われた、チームTII 1st Stage「手をつなぎながら」公演において、HKT48を卒業することを発表。同年3月30日をもってHKT48での活動を終了したが、当日は新型コロナウイルス感染症流行に配慮し、無観客での配信限定公演となった。
アソビシステム が主催しているオーディションに参加し、2021年10月25日、芸能事務所「アソビシステム」に所属することを発表。

### FRUITS ZIPPERとして
2022年2月22日、同年4月から活動を開始する女性アイドルグループ「FRUITS ZIPPER」に所属することを発表。所属のきっかけは毎月行われている事務所のオーディションに参加した事で、マネージャーからの推薦で加入が決定した。
2022年4月24日、「FRUITS ZIPPER 櫻井優衣/真中まな/松本かれん 合同生誕祭」（恵比寿CreAto）にてお披露目された。
2025年4月4日、初めての冠ラジオ番組『FRUITS ZIPPER 月足天音 「あまねきのねえ、聞いて？」（仮）』が放送開始。FRUITS ZIPPERのメンバーが個人の冠番組を持つのは、結成以来初。
2025年6月6日以降、イベントを体調不良で欠席することが続いていたが、7月28日、「引き続き一定期間の休養が必要」との判断がグループのXで示された。

## 人物
- 愛称は「あまねき」。
- 趣味は、歌うこと、生け花、ドラム、アイドル鑑賞。
- 使用シャンプートリートメントはつるりんちょ。[18]
- 特技は、お米を炊くこと、目を揺らす（両目の黒目を高速で振動させることができる）こと。
- 好きな食べ物は、もつ鍋とラーメン[19]。
- 先述のSUPER☆GiRLSのイベントでは客席の背後で観戦していたが、記念撮影時に前列へと向かいメンバーの後ろで笑顔を見せていた[注 3]。スパガでは浅川梨奈[注 4]推しだったことから、2017年の生誕祭では浅川からのビデオメッセージが寄せられた[21]他、指原莉乃が卒業発表を行ったHKT48のコンサート[注 5]に浅川が観覧[23]した際はツーショット写真を撮影した[24][25]。
- 人生の推しとして佐々木彩夏を挙げており、FRUITS ZIPPERとして活動を始める際には佐々木と共演するまでは絶対にアイドルを続けると周囲に話していた[26]。2023年に行われた佐々木主催のライブイベント「AYAKARNIVAL 2023」にFRUITS ZIPPERとして出演。念願叶って共演を果たした[26]。
- 好きなアーティストはずっと真夜中でいいのに。、UVERworld、菅田将暉。

## 楽曲

### HKT48での参加曲

#### シングル選抜楽曲
- バグっていいじゃん
  - 白線の内側で - 4期生名義
  - 僕だけの白日夢 - プラチナガールズ名義
  - HKT48ファミリー
- キスは待つしかないのでしょうか?
  - さくらんぼを結べるか? - 4期生名義
- 「早送りカレンダー」に収録
  - Just a moment - 幸せDAパンケーキ名義
- 「意志」に収録
  - 誰より手を振ろう
  - いつだってそばにいる
  - カモミール - 10%名義

#### アルバム収録曲
- 「092」に収録
  - 人差し指の銃弾
  - ファンミーティング – F24名義。

#### 劇場公演ユニット曲
HKT48 研究生→チームTII「手をつなぎながら」公演
- ウィンブルドンへ連れてって

## 出演

### イベント
- GirlsAward 2019 AUTUMN/WINTER（2019年9月28日、幕張メッセ）[6]

### テレビドラマ
- 青春シンデレラ 第1話（2022年10月17日、ABCテレビ） - 紫苑のお客さん 役[27]

### ラジオ
- FRUITS ZIPPER 月足天音「あまねきのねえ、聞いて？」（仮）[15]（2025年4月4日 - 、RKBラジオ） -  冠番組

## 書籍

### デジタル写真集
- 斜め45度、困り顔の天使。（2022年4月11日、週刊プレイボーイ）[28]
- やっぱアイドルやけん（2022年8月31日、双葉社）[29]
- 「amane」（2023年12月18日、LARME）[30]
- morning girl（2024年3月27日、東京ニュース通信社）[31]
- ストロベリーは乙女心（2024年4月30日、集英社）[32]
- Fancy Girl（2024年8月2日、講談社）[33]